# Vohipaho
Vohipaho is een plaats en commune in het zuiden van Madagaskar, behorend tot het district Vangaindrano, dat gelegen is in de regio Atsimo-Atsinanana. Tijdens een volkstelling in 2001 telde de plaats 26.837 inwoners.
De plaats biedt enkel lager onderwijs. 95 % van de bevolking werkt als landbouwer. Het belangrijkste landbouwproduct is rijst; andere belangrijke producten zijn koffie, kruidnagelen en maniok. Verder is 5 % actief in de dienstensector.